# Cameroon
Cameroon hay Cameroun, tên chính thức là nước Cộng hòa Cameroon (phiên âm tiếng Việt: Ca-mơ-run, tiếng Pháp: République du Cameroun, tiếng Anh: Republic of Cameroon), là một quốc gia ở phía tây của khu vực Trung Phi. Cameroon có biên giới quốc tế với Nigeria ở phía tây; với Tchad ở phía đông bắc; với nước Cộng hòa Trung Phi ở phía đông; và với Guinea Xích Đạo, Gabon, và nước Cộng hòa Congo ở phía nam. Bờ biển của Cameroon nằm ven vùng lõm Bonny thuộc vịnh Guinea và Đại Tây Dương. Quốc gia này thường được gọi là "châu Phi thu nhỏ" do đa dạng về địa chất và văn hóa. Các đặc điểm tự nhiên của Cameroon gồm có các bãi biển, hoang mạc, dãy núi, rừng mưa, và xa van. Đỉnh cao nhất quốc gia là núi Cameroon ở phía tây nam, và các thành thị lớn nhất là Douala, Yaoundé và Garoua. Cameroon là nơi có trên 200 nhóm ngôn ngữ khác nhau. Quốc gia nổi tiếng với các phong cách âm nhạc bản địa, đặc biệt là makossa và bikutsi, và sự thành công của đội tuyển bóng đá quốc gia. Tiếng Pháp và tiếng Anh là các ngôn ngữ chính thức của Cameroon.
Các cư dân ban đầu trên khu vực này gồm các cư dân thuộc nền văn minh Sao quanh hồ Tchad và những người Baka săn bắn-hái lượm tại rừng mưa đông nam bộ. Các nhà thám hiểm người Bồ Đào Nha đến bờ biển của khu vực vào thế kỷ XV và đặt tên cho khu vực là Rio dos Camarões (sông Tôm), rồi trở thành Cameroon trong tiếng Anh. Các quân nhân người Fula thành lập nên Tù trưởng quốc Adamawa ở phía bắc khu vực trong thế kỷ XIX, và nhiều dân tộc ở phía tây và tây bắc thành lập nên các tù bang hùng mạnh. Cameroon trở thành một thuộc địa của Đức vào năm 1884. Sau Chiến tranh thế giới thứ nhất, lãnh thổ Kamerun thuộc Đức được phân chia giữa Pháp và Anh Quốc với danh nghĩa Hội Quốc Liên ủy thác. Chính đảng Liên minh Nhân dân Cameroun (UPC) chủ trương đòi độc lập, song bị người Pháp cấm vào thập niên 1950. Năm 1960, phần lãnh thổ Cameroon do Pháp quản lý được độc lập với tên nước Cộng hòa Cameroun, dưới quyền Tổng thống Ahmadou Ahidjo. Phần phía nam của các lãnh thổ Cameroon thuộc Anh hợp nhất với Cộng hòa Cameroun vào năm 1961 để hình thành Cộng hòa Liên bang Cameroon. Quốc gia đổi tên thành Cộng hòa Liên hiệp Cameroon vào năm 1972 rồi Cộng hòa Cameroon vào năm 1984.
So với các quốc gia khác tại châu Phi, Cameroon có ổn định tương đối cao về chính trị và xã hội. Điều này cho phép sự phát triển của nông nghiệp, đường bộ, đường sắt, và các ngành công nghiệp dầu mỏ và đốn gỗ. Tuy thế, một số lượng lớn người dân Cameroon sống trong nghèo khổ với sinh kế là nông nghiệp. Kể từ năm 1982, quyền lực nằm chắc trong Tổng thống Paul Biya, và Đảng Phong trào Dân chủ Nhân dân Cameroon của ông. Các lãnh thổ nói tiếng Anh của Cameroon ngành cáng xa lánh chính phủ trung ương, và các chính trị gia từ các khu vực này đã yêu cầu về việc phân quyền lớn hơn hay thậm chí là ly khai.

## Lịch sử
Lãnh thổ nay là Cameroon có người định cư đầu tiên từ thời đại đồ đá mới. Các cư dân sinh sống liên tục lâu nhất là các nhóm người như Baka (một nhóm người Pygmy). Từ đây, các cuộc di cư của người Bantu đến phía đông, phía nam, và trung bộ châu Phi được cho là bắt đầu khoảng 2.000 năm trước. Văn hóa Sao xuất hiện quanh hồ Tchad vào khoảng năm 500 CN và bị Kanem thay thế, quốc gia kế thừa của Kanem là Bornu. Các vương quốc, tù bang xuất hiện tại phía tây.
Các thủy thủ người Bồ Đào Nha đến bờ biển khu vực vào năm 1472, họ nhận thấy có nhiều tôm ma Lepidophthalmus turneranus trên sông Wouri và đặt tên cho sông là Rio dos Camarões (sông Tôm), tên gọi này trở thành Cameroon trong tiếng Anh. Trong vài thế kỷ sau, người châu Âu quan tâm đến mậu dịch chính quy hóa với các cư dân duyên hải, và các nhà truyền giáo Ki-tô mở rộng vào nội địa. Vào đầu thế kỷ XIX, Modibo Adama lãnh đạo các quân nhân người Fula trong một thánh chiến ở phía bắc chống lại các dân tộc phi Hồi giáo và cục bộ Hồi giáo và thiết lập nên Tù trưởng quốc Adamawa. Việc định cư những người chạy trốn quân Fula tạo ra một sự tái phân bổ nhân khẩu lớn. Phần phía bắc của Cameroon là một phần quan trọng trong mạng lưới buôn bán nô lệ.
Đế quốc Đức tuyên bố chủ quyền đối với lãnh thổ với địa vị là thuộc địa Kamerun vào năm 1884 và bắt đầu thúc đẩy bình định vùng nội địa. Họ đề xướng các kế hoạch nhằm cải tiến cơ sở hạ tầng của thuộc địa, dựa trên một hệ thống lao động cưỡng bách khắc nghiệt. Với việc Đức chiến bại trong Chiến tranh thế giới thứ nhất, Kamerun trở thành một lãnh thổ ủy thác của Hội Quốc Liên, và được phân chia thành Cameroun thuộc Pháp và các lãnh thổ Cameroon thuộc Anh vào năm 1919. Pháp tích hợp kinh tế Cameroun vào kinh tế Pháp và cải tiến cơ sở hạ tầng với các đầu tư tư bản, công nhân lành nghề, và tiếp tục duy trì lao động cưỡng bách.
Người Anh quản lý các lãnh thổ Cameroon của họ từ Nigeria, người địa phương than phiền rằng việc này khiến họ bị sao lãng khi là một "thuộc địa của một thuộc địa". Các công nhân nhập cư người Nigeria đổ xô đến Nam Cameroon, kết thúc tình trạng lao động cưỡng bách song khiến nhân dân bản địa giận dữ. Trách nhiệm ủy thác của Hội Quốc Liên được chuyển đổi sang trách nhiệm ủy trị của Liên Hợp Quốc vào năm 1946, và độc lập trở thành một vấn đề cấp bách tại Cameroun thuộc Pháp. Pháp cấm chính đảng cấp tiến nhất là Liên minh Nhân dân Cameroun (UPC), vào năm 1955. Hành động này thúc đẩy một cuộc chiến du kích kéo dài và vụ ám sát thủ lĩnh đảng là Ruben Um Nyobé. Tại các lãnh thổ Cameroon thuộc Anh, vấn đề là thống nhất với Cameroun thuộc Pháp hay gia nhập Nigeria.
Ngày 1 tháng 1 năm 1960, Cameroun thuộc Pháp giành được độc lập từ Pháp, nằm dưới quyền Tổng thống Ahmadou Ahidjo. Đến ngày 1 tháng 10 năm 1961, Nam Cameroon thuộc Anh cũ hợp nhất với Cameroun thuộc Pháp cũ để hình thành Cộng hòa Liên bang Cameroon. Ahmadou Ahidjo sử dụng cuộc chiến đang diễn ra với UPC để tập trung quyền lực về tổng thống, song điều này vẫn tiếp tục sau khi UPC bị đàn áp vào năm 1971.
Ahmadou Ahidjo là thành viên của Liên minh Dân tộc Cameroon (CNU), tổ chức này trở thành chính đảng hợp pháp duy nhất vào ngày 1 tháng 10 năm 1966 và đến năm 1972, hệ thống chính phủ theo thể thức liên bang bị bãi bỏ để hình thành Cộng hòa Thống nhất Cameroon, với thủ đô là Yaoundé. Ahmadou Ahidjo theo đuổi một chính sách kinh tế tự do chủ nghĩa kế hoạch, ưu tiên các cây trồng kinh tế và khai thác dầu mỏ. Chính phủ sử dụng lợi nhuận từ dầu mỏ để tạo nên dự trữ tiền mặt quốc gia, chi trả cho nông dân, và cung cấp tài chính cho các dự án lớn về phát triển; tuy nhiên, nhiều sáng kiến thất bại do Ahmadou Ahidjo bổ nhiệm các đồng minh không đủ trình độ của ông làm người chỉ đạo chúng.
Ahmadou Ahidjo từ chức vào ngày 4 tháng 11 năm 1982 và giao lại quyền lực cho Paul Biya. Tuy nhiên, Ahmadou Ahidjo duy trì quyền kiểm soát CNU và cố gắng nhằm điều hành quốc gia trong hậu trường. Paul Biya và các đồng minh của người này sau đó buộc Ahmadou Ahidjo phải từ chức, Paul Biya bắt đầu thời kỳ quản lý quốc gia của mình với việc chuyển đổi hướng đến một chính phủ dân chủ hơn, song một đảo chính bất thành khiến ông lại hướng sang phong cách lãnh đạo của người tiền nhiệm.
Một khủng hoảng kinh tế diễn ra tại Cameroon từ giữa thập niên 1980 đến cuối thập niên 1990, bắt nguồn từ tình hình kinh tế quốc tế, hạn hán, giá dầu thô suy giảm, và nhiều năm tham nhũng, quản lý yếu kém, và nhậm dụng thân tín. Cameroon chuyển sang nhận viện trợ nước ngoài, cắt giảm chi tiêu công, và tư hữu hóa công nghiệp. Tháng 12 năm 1990, Cameroon chuyển sang chính trị đa đảng, từ đó có các nhóm từ những khu vực Cameroon từng thuộc Anh đòi hỏi quyền tự trị lớn hơn, và Hội đồng Dân tộc Nam Cameroons thì chủ trương ly khai hoàn toàn để trở thành nước Cộng hòa Ambazonia.

## Địa lý
Cameroon có tổng diện tích 475.442 kilômét vuông (183.569 dặm vuông Anh), là quốc gia rộng thứ 53 trên thế giới. Quốc gia này nằm ở vùng Trung Phi và Tây Phi, bên vũng Bonn thuộc vịnh Guinea và Đại Tây Dương. Tài liệu du lịch miêu tả Cameroon là "châu Phi thu nhỏ" vì nơi này có tất cả các khí hậu và hệ thực vật chính của lục địa: duyên hải, hoang mạc, núi, rừng mưa, và xa van. Các quốc gia lân cận là Nigeria ở phía tây; Tchad ở phía đông bắc; nước Cộng hòa Trung Phi ở phía đông; và Guinea Xích Đạo, Gabon, và nước Cộng hòa Congo ở phía nam.
Cameroon được phân thành ba đới địa lý chính, phân biệt qua các đặc điểm về tự nhiên, khí hậu, và thực vật. Đồng bằng duyên hải trải rộng 15 đến 150 kilômét (9 đến 93 mi) vào nội địa tính từ vịnh Guinea và có cao độ trung bình là 90 mét (295 ft). Dải đồng bằng này rất nóng và ẩm và có một mùa khô ngắn, có mật độ rừng dày đặc và có một số trong số những nơi ẩm nhất trên Trái Đất, và là một phần của vùng rừng duyên hải Cross-Sanaga-Bioko.
Đồng bằng Nam Cameroon nổi lên từ đồng bằng duyên hải đến cao độ bình quân 650 mét (2.133 ft). Rừng mưa Xích Đạo chiếm ưu thế tại khu vực này, song do có mùa mưa và mùa khô luân phiên nên khu vực này kém ẩm hơn vùng duyên hải. Khu vực này là một phần của vùng sinh thái rừng duyên hải Xích Đạo Đại Tây Dương.
Mỗi chuỗi các núi, đồi, và cao nguyên không đều được gọi là dãy Cameroon kéo dài từ núi Cameroon (đỉnh cao nhất tại Cameroon với cao độ 4.095 mét (13.435 ft)) gần đến hồ Tchad tại biên giới bắc bộ của Cameroon. Khu vực này có khí hậu ôn hòa, đặc biệt tại Cao nguyên Tây bộ, song có lượng mưa lớn. Đất đai của khu vực này thuộc vào hàng phỉ nhiêu nhất tại Cameroon, đặc biệt là quanh núi lửa Cameroon. Các hiện tượng núi lửa tạo ra hồ miệng núi lửa, một trong số đó là hồ Nyos từng phun ra Cacbon dioxide và khiến từ 1.700 đến 2.000 người thiệt mạng vào năm 1986. Quỹ Quốc tế Bảo vệ Thiên nhiên mô tả khu vực này là vùng sinh rái rừng cao địa Cameroon.
Cao nguyên nam bộ nổi lên về phía bắc cho đến cao nguyên Adamawa đầy cỏ và gồ ghề. Đặc điểm này trải dài từ vùng núi tây bộ và tạo thành một rào chắn giữa bắc và nam Cameroon. Cao độ trung bình là 1.100 mét (3.609 ft), và nhiệt độ trung bình dao động từ 22 °C (71,6 °F) đến 25 °C (77 °F) và có mưa nhiều từ tháng 4 đến tháng 10 với cao điểm là tháng 7 và tháng 8. Vùng đất thấp bắc bộ kéo dài từ rìa của Adamawa đến hồ Tchad với cao độ trung bình là 300 đến 350 mét (984 đến 1.148 ft). Thực vật đặc trưng của khu vực là cây bụi xa van và đồng cỏ. Đây là khu vực khô hạn với mưa rải rác và nhiệt độ trung bình ở mức cao.
Cameroon có bốn lưu vực: Tại phía nam, các sông chính là Ntem, Nyong, Sanaga, và Wouri, chúng chảy theo hướng tây nam hoặc theo hướng tây và đổ trực tiếp vào vịnh Guinea. Sông Dja và Kadéï chảy theo hướng đông nam rồi hợp lưu với sông Congo. Tại bắc bộ Cameroon, sông Bénoué River chảy theo hướng bắc và tây rồi hợp lưu với sông Niger. Sông Logon chảy theo hướng bắc và đổ vào hồ Tchad, hồ này được phân chia giữa Cameroon và ba quốc gia khác.

## Chính trị và chính phủ
Tổng thống Cameroon có quyền lực rộng, đơn phương trong việc hoạch định chính sách, quản lý các cơ quan chính phủ, chỉ huy các lực lượng vũ trang, đàm phán và ký kết các hiệp định, và tuyên bố tình trạng khẩn cấp. Tổng thống bổ nhiệm các quan chức chính phủ ở mọi cấp, từ thủ tướng đến người đứng đầu các đơn vị hành chính cấp dưới. Tổng thống được bầu theo thể thức phổ thông đầu phiếu cho mỗi nhiệm kỳ bảy năm.
Hệ thống tư pháp của Cameroon dựa phần lớn vào dân luật Pháp và chịu các ảnh hưởng của thông luật. Bộ máy tư pháp độc lập trên danh nghĩa, song nằm dưới quyền uy của Bộ Tư pháp thuộc nhánh hành pháp. Tổng thống bổ nhiệm các thẩm phán ở mọi cấp. Bộ máy tư pháp về chính thức được phân thành tòa án sơ thẩm, tòa án thượng tố, và tòa án tối cao. Quốc hội bầu ra chín thành viên của Tòa án Công lý cao đẳng, Tòa án này xét xử các thành viên cấp cao trong chính phủ trong trường hợp họ bị buộc tội phản quốc hoặc gây tổn hại đến an ninh quốc gia.
Quốc hội là cơ quan lập pháp, và gồm có 180 thành viên được bầu cho mỗi nhiệm kỳ 5 năm, họp ba lần mỗi năm. Các đạo luật được thông qua theo nguyên tắc đa số phiếu, hiếm khi quốc hội thay đổi hoặc chặn các dự luật do tổng thống đệ trình. Hiến pháp năm 1996 thiết lập Tham nghị viện gồm 100 ghế, cơ quan này được thành lập chính thức vào tháng 4 năm 2013, theo hiến pháp thì chủ tịch tham nghị viện là người kế vị tổng thống trong trường hợp chức vụ này bị khuyết. Chính phủ công nhận quyền uy của các tù trưởng trong việc cai quản ở cấp địa phương và giải quyết tranh chấp, miễn là những sự cai trị này không xung đột với luật pháp quốc gia.
Phong trào Dân chủ Nhân dân Cameroon (CPDM) là chính đảng hợp pháp duy nhất cho đến tháng 12 năm 1990, sau đó một số phe nhóm chính trị cấp địa phương được hình thành. Tổ chức đối lập chính là Mặt trận Xã hội Dân chủ (SDF), căn cứ của nhóm này phần lớn nằm tại khu vực Anh ngữ của quốc gia và John Fru Ndi giữ chức chủ tịch từ năm 1990. Paul Biya và CPDM của ông duy trì quyền kiểm soát đối với chức vụ tổng thống và quốc hội thông qua các cuộc bầu cử, song các đối thủ cho rằng các cuộc bầu cử này không công bằng. Các tổ chức nhân quyền cáo buộc rằng chính phủ Cameroon đàn phán các quyền tự do của các nhóm đối lập bằng cách ngăn cản biểu tình, làm gián đoạn các cuộc họp, và bắt giữ các lãnh đạo và ký giả đối lập.
Cameroon là thành viên của cả Thịnh vượng chung các quốc gia và Cộng đồng Pháp ngữ. Chính sách ngoại giao của quốc gia là gắn chặt với đồng minh chính là Pháp. Cameroon phụ thuộc nhiều vào Pháp về quốc phòng, song chi tiêu quân sự của quốc gia này ở mức cao so với chi tiêu trong các lĩnh vực khác.

## Hành chính

Cameroon được phân thành 10 vùng.

Hiến pháp phân chia Cameroon thành 10 vùng bán tự trị, mỗi vùng nắm dưới quyền quản lý của một hội đồng khu vực được bầu lên. Một sắc lệnh tổng thống vào ngày 12 tháng 11 năm 2008 chính thức bắt đầu việc chuyển từ tỉnh (province) sang vùng. Đứng đầu mỗi vùng là một thống đóc do tổng thổng bổ nhiệm. Các lãnh đạo này có bổn phận thi hành ý định của tổng thống, báo cáo tình hình và điều kiện chung của vùng, quản lý công vụ, duy trì hòa bình, và giám sát người đứng đầu của các đơn vị hành chính nhỏ hơn. Thống đốc có quyền hạn rộng lớn: họ có thể ra lệnh tuyên truyền trong địa bàn của họ và triệu tập quân đội, hiến binh, và cảnh sát. Toàn bộ quan chức chính phủ địa phương là nhân viên của Bộ Quản lý lãnh thổ của chính phủ trung ương, chính phủ địa phương cũng nhận được hầu hết ngân sách của họ từ bộ này.
Các vùng được chia thành 58 tỉnh (French département). Đứng đầu mỗi tỉnh là tỉnh trưởng (préfets) do tổng thống bổ nhiệm. Các tỉnh được chia tiếp thành các phân vùng (arrondissements), đứng đầu là phó tỉnh trưởng (sous-prefets). Các huyện trưởng (chefs de district) là người đứng đầu các huyện, đây là đơn vị hành chính nhỏ nhất.
Ba vùng ở viễn bắc là Viễn Bắc (Extrême Nord), Bắc (Nord), và Adamawa (Adamaoua). Thẳng phía nam của chúng là Trung (Centre) và Đông (Est). Nam (Sud) nằm ven vịnh Guinea và biên giới phía nam. Khu vực tây bộ của Cameroon được phân chia giữa bốn vùng nhỏ hơn: Littoral và Tây Nam (Sud-Ouest) nằm ven biển, và các vùng Tây Bắc (Nord-Ouest) cùng Tây (Ouest) nằm trên thảo nguyên tây bộ.

## Kinh tế
Trong một phần tư thế kỷ sau khi giành lại độc lập, Cameroon là một trong những nước đông dân nhất tại châu Phi. Sự hạ giá các mặt hàng xuất khẩu chính của nước này — dầu mỏ, dừa, cà phê, và bông — ở giữa thập niên 1980, cộng với một đồng tiền tệ được đánh giá quá cao, tham nhũng tràn lan cũng như quản lý kinh tế kém cỏi đã dẫn tới sự giảm phát kéo dài một thập kỷ. GDP thực trên đầu người giảm hơn 60% trong giai đoạn 1986 tới 1994. Tiền gửi, thâm hụt tài chính cũng như nợ nước ngoài tăng cao. Tuy vậy nhờ nguồn tài nguyên dầu mỏ và các điều kiện thuận lợi cho nông nghiệp, Cameroon vẫn là một trong những nền kinh tế tốt nhất vùng Hạ Saharan châu Phi.

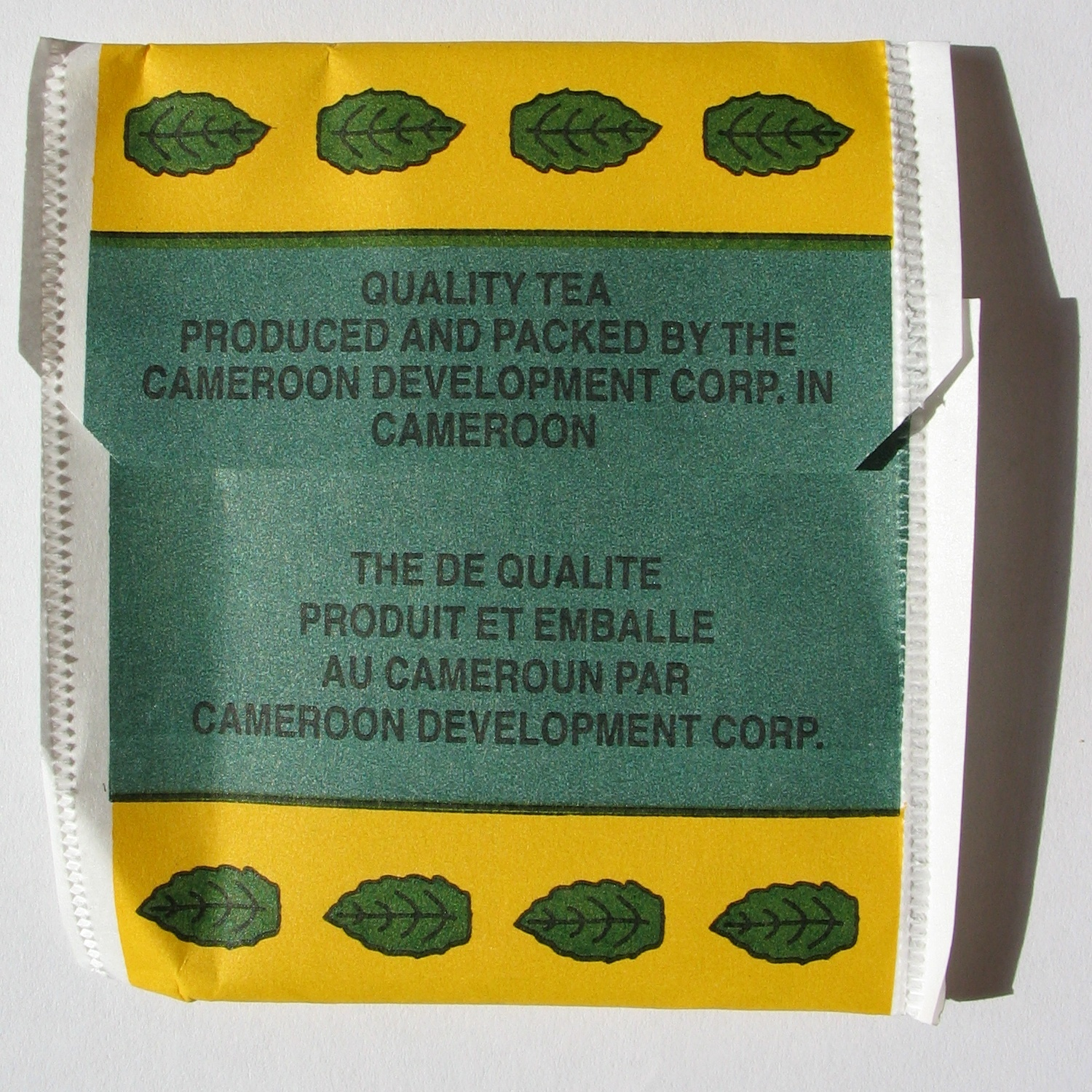
gói trà sản xuất tại Cameroon

Như trường hợp nhiều nước đang phát triển khác, quá trình đô thị hóa nhanh chóng đã tạo ra sức ép lên nền kinh tế. Hoạt động kinh tế lớn nhất tại Cameroon vẫn là nông nghiệp. Nhiều trở ngại khác đang cản trở sự phát triển của Cameroon; mức độ quan liêu cao, hạ tầng cơ sở kém cỏi, tham nhũng ăn sâu. Gần đây, chính phủ đã tuyên bố đang nỗ lực tiêu diệt tham nhũng và tạo ra môi trường kinh doanh minh bạch hơn.

## Nhân khẩu

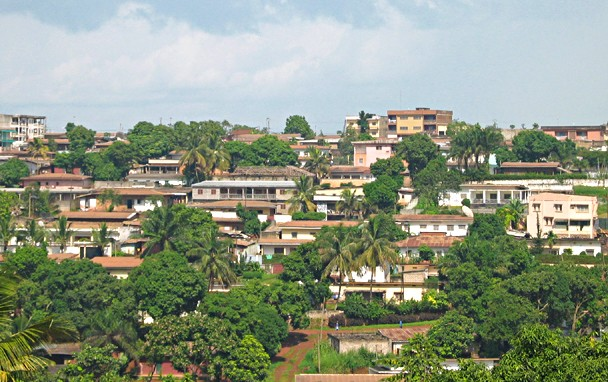
Yaoundé, thủ đô Cameroon (2003)

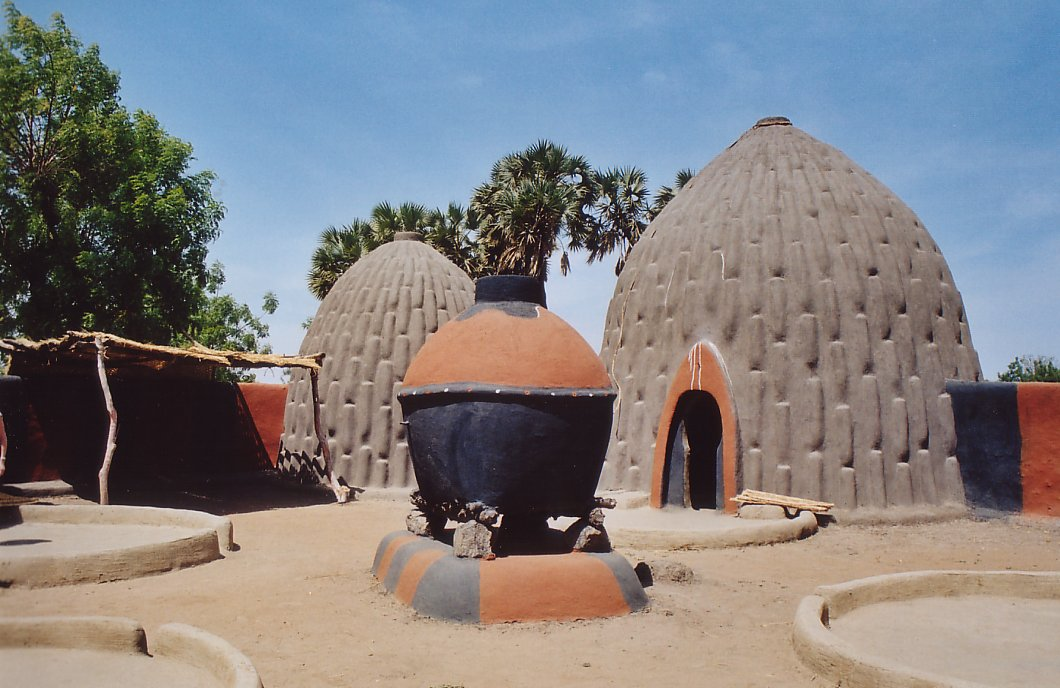
Bức ảnh phía bắc Cameroon

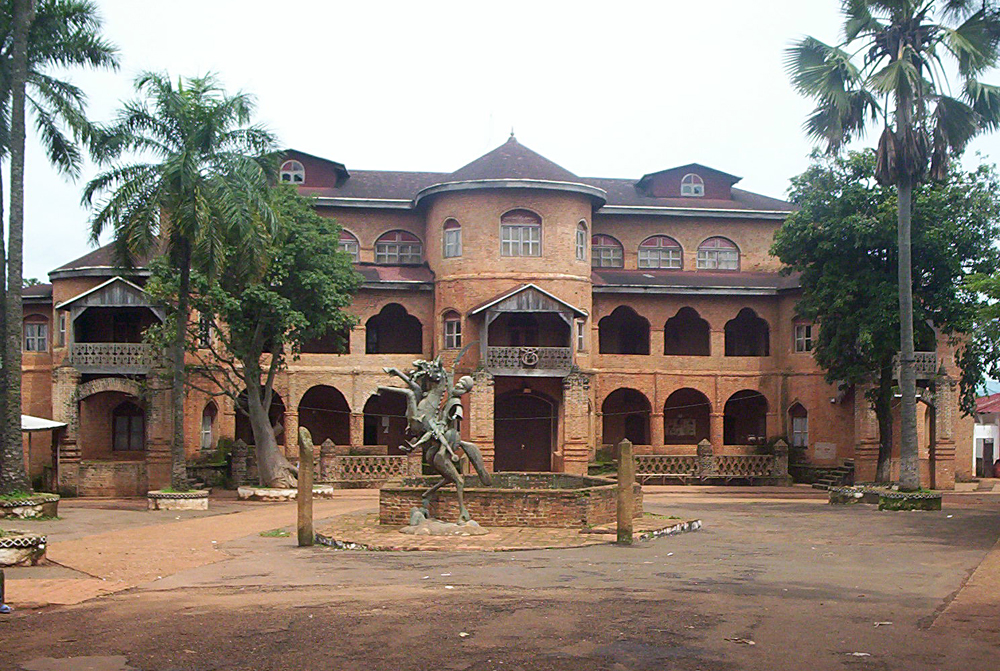
Cung điện quốc vương của người Bamun tại Foumban, Tỉnh phía Tây

Dân cư Cameroon được ước tính gồm 250 sắc tộc riêng biệt, có thể chia thành năm vùng văn hóa chính:
- dân cư cao nguyên phía tây (Bán-Bantu hay dân sống trên đồng cỏ), gồm người Bamileke, Bamun (hay Bamoun), và các nhóm Tikar nhỏ hơn khác ở phía tây bắc (ước tính 38% tổng dân số);
- dân cư vùng rừng nhiệt đới ven biển, gồm người Bassa, Duala (hay Douala), và nhiều nhóm nhỏ hơn khác ở phía tây nam (12%);
- dân cư vùng rừng nhiệt đới phía nam, gồm Beti-Pahuin, Bulu (một phụ nhánh của Beti-Pahuin), Fang (phụ nhánh của Beti-Pahuin), Maka, Njem, và các nhóm người pygmy Baka (18%);
- đa số dân Hồi giáo vùng bán khô cằn phía bắc (Sahel) và cao nguyên trung tâm, gồm Fulani (hay Peuhl trong tiếng Pháp) (14%); và
- "Kirdi", người không Hồi giáo hay mới theo Hồi giáo ở xa mạc phía bắc và cao nguyên trung tâm (18%).

## Tôn giáo
| Tôn giáo tại Cameroon | Tôn giáo tại Cameroon | Tôn giáo tại Cameroon | Tôn giáo tại Cameroon | Tôn giáo tại Cameroon |
| --------------------- | --------------------- | --------------------- | --------------------- | --------------------- |
| tôn giáo              | tôn giáo              |                       | tỷ lệ                 | tỷ lệ                 |
| Công giáo Roma        | Công giáo Roma        |                       | 40%                   | 40%                   |
| Tin Lành              | Tin Lành              |                       | 30%                   | 30%                   |
| Hồi giáo              | Hồi giáo              |                       | 18%                   | 18%                   |
| Vô thần               | Vô thần               |                       | 6%                    | 6%                    |
| Tín ngưỡng            | Tín ngưỡng            |                       | 3%                    | 3%                    |
| Khác                  | Khác                  |                       | 3%                    | 3%                    |

Cameroon là nước đa dạng tôn giáo và hiến pháp nước này đảm bảo sự tự do tôn giáo của người dân. Tôn giáo chủ yếu của Cameroon chủ yếu là Kitô giáo, được thực hành bởi khoảng 2/3 dân số, trong khi Hồi giáo là một tôn giáo thiểu số, chiếm khoảng 1/5 dân số. Ngoài ra, tín ngưỡng truyền thống bản địa cũng được nhiều người dân thực hiện. Người Hồi giáo tập trung nhiều nhất ở miền Bắc, trong khi các Kitô hữu tập trung chủ yếu ở khu vực phía nam và phía tây, tuy nhiên tín đồ của hai tôn giáo này cũng có thể được tìm thấy trên khắp đất nước. Hầu hết các thành phố lớn đều có tín đồ của hai tôn giáo này.
Người dân ở phía Tây Bắc và các tỉnh miền Tây Nam phần lớn là Tin Lành, và các vùng nói tiếng Pháp của khu vực phía nam và phía tây chủ yếu là Công giáo Rôma. các dân tộc miền Nam chủ yếu theo tín ngưỡng vật linh Phi Kitô giáo hoặc truyền thống, hoặc một sự kết hợp giữa tín ngưỡng bản địa và Kitô giáo.
Ở miền Bắc, nơi người Fulani là dân tộc chiếm ưu thế chủ yếu theo Hồi giáo, nhưng tổng dân số là khá đồng đều phân chia giữa người Hồi giáo, Thiên chúa giáo và những người theo tín ngưỡng tôn giáo bản địa (gọi là Kirdi ("ngoại đạo") của Fulani). Người Bamum của khu vực Tây phần lớn là Hồi giáo. Tôn giáo truyền thống bản địa được thực hành ở các vùng nông thôn trong cả nước nhưng hiếm khi được thực hành công khai ở các thành phố.

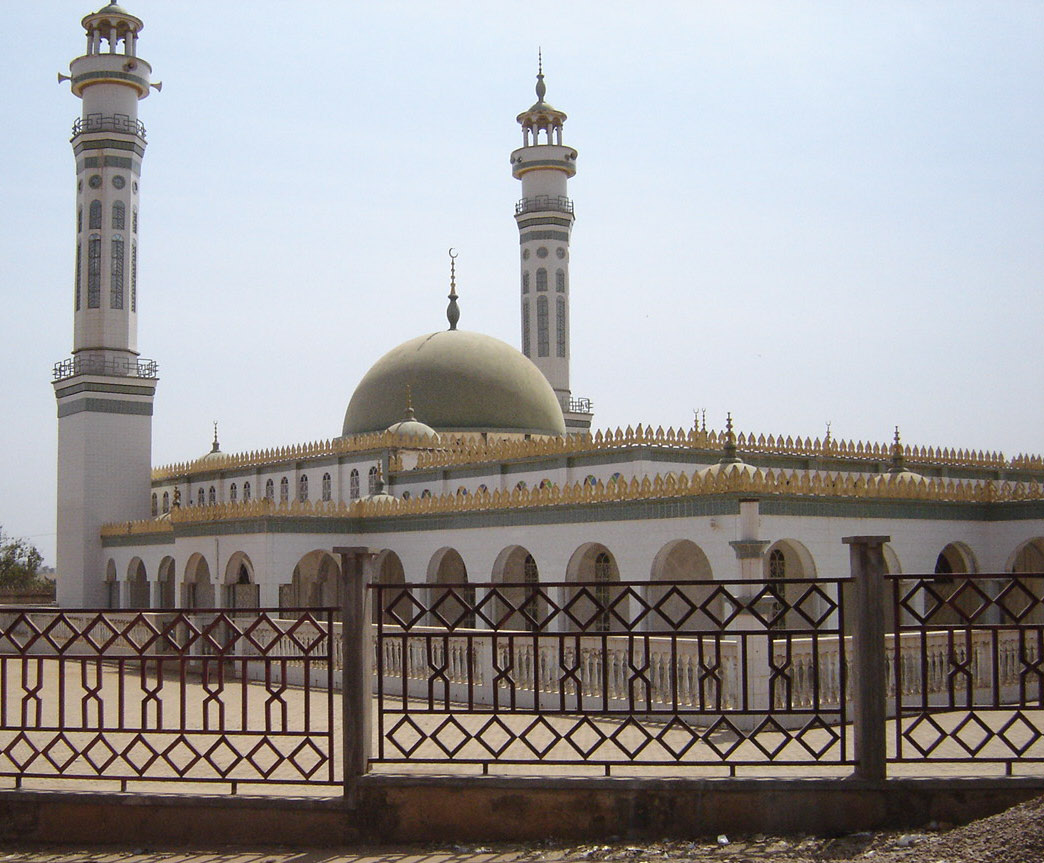
Nhà thờ Hồi giáo Ngaoundere

Người Hồi giáo chiếm khoảng 24% trong tổng số 21 triệu dân của Cameroon. Khoảng 27% trong số đó tự nhận mình là người Hồi giáo Sunni và 3% là người Hồi giáo Shia, trong khi phần lớn số tín đồ còn lại không liên kết mình với một giáo phái nào cụ thể. Người Fulani, một nhóm dân tộc du mục, đã truyền bá Hồi giáo vào Cameroon đầu thế kỷ XIX chủ yếu thông qua hoạt động thương mại. Ở các tỉnh phía Bắc, nơi người Fulani chiếm ưu thế tôn giáo áp đảo là Hồi giáo. Các dân tộc khác, được gọi chung là Kirdi, thường thực hành một số hình thức của đạo Hồi. Các tộc người Bamoun ở các tỉnh phía Tây cũng phần lớn là người Hồi giáo.
Ước tính có khoảng 4,25 triệu người Công giáo Rôma được rửa tội tại Cộng hòa Cameroon, chiếm 26% dân số. Cả nước có 24 giáo phận, 1.350 linh mục và 2.600 tu sĩ nam nữ trong các dòng tu.
Enoch Olinga, người Uganda là người đầu tiên đưa đạo Bahá'í đến nước này năm 1953. Năm 2003, ước tính có khoảng 40.000 tín đồ của đạo Bahá'í ở Cameroon và đã tăng lên 50.800 người trong năm 2005.

## Văn hóa
Người Kirdi và người Matakam ở các vùng núi phía tây sản xuất ra các loại đồ gốm riêng biệt. Các mặt nạ có nhiều uy quyền của Bali, theo hình dạng đầu voi, thường được sử dụng trong những dịp tang lễ và các bức tượng Bamileke nhỏ được tạc có mặt người hay động vất. Người Tikar nổi tiếng vì có những chiếc tẩu trang trí rất đẹp, người Ngoutou nổi tiếng về các mặt nạ hai mặt và người Bamum về các mặt nạ cười.
| Ngày lễ     | Ngày lễ                  |
| Ngày        | Tên tiếng Việt           |
| ----------- | ------------------------ |
| 1 tháng 1   | Năm mới                  |
| 11 tháng 2  | Ngày Thanh niên Quốc gia |
| 1 tháng 5   | Ngày quốc tế lao động    |
| 20 tháng 5  | Quốc khánh               |
| 15 tháng 8  | Thăng thiên              |
| 25 tháng 12 | Giáng sinh               |

Viện châu Phi Đen của Pháp có một thư viện tại Douala chuyên ngành xã hội học, dân tộc học và Lịch sử châu Phi. Trong số nhiều bảo tàng, Bảo tàng Diamare và Maroua có nhiều bộ sưu tập nhân loại học liên quan tới những người Sudan và Bảo tàng Cameroon tại Douala có trưng bày nhiều đồ vật tiền sử và lịch sử tự nhiên.
Các tổ chức văn hóa gồm Hiệp hội Văn hóa Cameroun, Tổ chức Xã hội Cameroun, và Trung tâm Văn hóa và Ngôn ngữ.
Ngoài ra cũng có nhiều hiệp hội phụ nữ (gồm Hiệp hội phụ nữ Tây bắc vì sự phát triển nông thôn), các tổ chức thanh niên và tổ chức thể thao. Không giống như các tổ chức phụ nữ mới được các cơ quan phát triển phương Tây thành lập gần đây ở các nơi như Trung Á, các hiệp hội phụ nữ Tây Phi đã có một lịch sử phát triển lâu dài. Ở nước Cameroon hiện nay, chúng thường được đăng ký như những Nhóm Cộng đồng Sáng kiến hay CIG's, vì thế chúng tiếp tục truyền thống đoàn kết phụ nữ để hỗ trợ tình cảm và kinh tế lẫn nhau. Dù các nhóm đó dựa trên cơ sở phụ nữ giải quyết vấn đề của phụ nữ (như chăm sóc trẻ em, làm ruộng/tích trữ lương thực gia đình, công bằng xã hội vân vân) chúng không phải là độc quyền của phụ nữ và trẻ em cũng như đàn ông đều có thể gia nhập.
Ngoài ra, những ngày nghỉ lễ khác gồm:
- Thiên chúa giáo: Thứ sáu rộng lượng, Chủ nhật Phục sinh và Thứ hai Phục sinh
- Hồi giáo: 'Id al-Fitr và 'Id al-Adha

Xem thêm: Âm nhạc Cameroon, Ẩm thực Cameroon, Danh sách các nhà văn Cameroon

## Giáo dục
Sau khi giành độc lập Cameroon đã sử dụng hai hệ thống giáo dục riêng biệt. Hệ thống Đông Cameroon dựa trên mô hình của Pháp, Tây Cameroon dựa trên mô hình của Anh. Hai hệ thống này đã được sáp nhập với nhau năm 1976. Các trường dòng Thiên chúa giáo luôn đóng một vai trò quan trọng trong hệ thống giáo dục.
Cameroon nổi tiếng vì có một trong những hệ thống giáo dục tốt nhất châu Phi. Giáo dục tiểu học là tự do và bắt buộc. Những con số thống kê cho thấy 70% trẻ em trong độ tuổi 6-12 tới trường, trong khi 79% dân cư Cameroon biết đọc, viết. Ở những vùng phía nam đất nước hầu như toàn bộ trẻ em ở tuổi đến trường đều đi học. Tuy nhiên, ở phía bắc, là những vùng biệt lập nhất tại Cameroon, con số này thấp hơn nhiều. Đa số học sinh Cameroon không học quá mức tiểu học.
Đất nước này có nhiều viện đào tạo giáo viên và kỹ thuật. Mức giáo dục cao nhất là trường Đại học Yaoundé. Tuy nhiên, hiện nay có một khuynh hướng ngày càng phát triển là những sinh viên giỏi nhất, giàu có nhất đều đi ra sống tại nước ngoài, gây ra tình trạng chảy máu chất xám.